# NGC 1790
NGC 1790 je otvoreni skup u zviježđu Kočijašu. 

## Vanjske poveznice
- SEDS: NGC 1790